# Chronologie de l'Albanie

## Avant 1300
- Royaume d'Illyrie fondé en 385 av. J.-C., par le roi Bardylis Ier (-385/-358) qui unifie le pays et prend pour capitale la ville de Shkodër
- La République romaine conquiert l'Illyrie avec la prise de Dyrrachium en 229 av. J.-C. au centre de l'Albanie actuelle.
- Partage par l’Empire romain en 395 de l’Illyrie entre les provinces de Mésie, Dalmatie et Épire. L'Illyrie est intégrée politiquement à l’empire d’Orient.
- Les provinces illyriennes sont dévastées par des tribus nomades, les Goths au IVe siècle et les Huns au Ve siècle, les Bulgares, et les tribus slaves au VIIe siècle, Serbes et Croates en provenance du nord des Carpates (Sud de la Pologne actuelle).
- Les Albanais (Albanoï) se soulèvent contre Constantinople en 1043. Ils forment la nouvelle Épire.
- 1190 : le prince albanais Progon réussit à instaurer un État indépendant qui se maintient jusqu’au milieu du XIIIe siècle.
- 1272 : l'Albanie est sous le contrôle de Charles d'Anjou (frère de Saint Louis, installé d'abord en Sicile), qui se proclame rex Albaniae.

## Années 1300
- 1356 : création de la principauté albanaise.
- 1385 : premières incursions ottomanes dans l'Est des Balkans (Bulgarie et Macédoine)

## Années 1400
- 1420 : l'Albanie est sous la domination de la république de Venise (Albania Veneta).
- 1444 : création du premier État proprement albanais proclamé par la Ligue de Lezha pour résister à l'invasion ottomane. État féodal dirigé par le monarque Skanderbeg et dont le pouvoir législatif reposait sur une assemblée de nobles.
- 1478-1479 : siège de Shkodra par l'Empire ottoman. Grandes vagues d'immigrations des Albanais vers l'Italie (Naples, Venise).

## Années 1500
- 1506 : la Principauté albanaise est annexée du nord au sud par l'Empire ottoman (signature de traité d'annexion avec la république de Venise).

## Années 1600
- 1689 : échec de la campagne autrichienne contre l'Empire ottoman pour la libération de l'Albanie et de la Serbie (défaite à la vallée de Vardar).

## Années 1700
- 1737 : échec de la campagne Austro-Russe pour la libération de l'Albanie et de la Serbie contre l'Empire ottoman.
- 1796 : grande révolte de Shkodra.

## Années 1800
- 1822 : grande révolte d'Ali Pacha en Épire.
- 1875 : la Russie gagne la bataille de Saint-Stéphane contre l'Empire ottoman.
- 1878 : traité de Berlin au titre duquel la Russie obtient de l'Empire ottoman la création des États slaves Serbie, Monténégro.
- 1878 : traité de Berlin : annexion du nord-ouest de l'Albanie (villes de Bar, Ulcinj, Podgorica, Plave et Guci) par le Monténégro. Révolte Albanaise. Démonstration navale de l'Angleterre et de l'Italie en face de Ulcinj. Annexion définitive en 1880.
- 1880 : traité de Triple entente (Turquie d'une part et Russie, Autriche-Hongrie, Allemagne d'autre part) décidant du maintien du statu quo des terres d'Albanie au profit de la Russie, et du Sandjak au profit de l'Autriche-Hongrie.

## Années 1900

### Années 1910
- 28 novembre 1912 : l'Albanie proclame son indépendance de l'Empire ottoman. Délimitation de frontières en cours, l'Albanie est sous statut d'Administration internationale. Elle est sommée par les Grandes puissances de ne pas participer aux Guerres Balkaniques dans l'attente de la délimitation de ses frontières.
- Novembre 1912 - 26 octobre 1913 : une partie du territoire est Albanais (Skopje) est occupée par la Serbie en violation du statut international d'administration.
- 16 mars 1913 : occupation d'une partie de l'Albanie par la Grèce en violation du statut international d'administration.
- 23 avril - 6 mai 1913 : occupation d'une partie de l'Albanie par le Monténégro en violation du statut international d'administration.
- 29 juillet 1913 : les frontières de l'Albanie sont fixées par les Grandes puissances : la Serbie annexe le Kosovo et les régions albanaises de la Macédoine actuelle. La Grèce annexe l'Épire du Nord (Arta, Prévéza).
- 1914 : fin de la tutelle d'une partie de l'Albanie par une administration internationale.
- Janvier 1914 : l'Albanie est sous contrôle d'une Commission internationale (Allemagne, Autriche-Hongrie, France, Italie, Royaume-Uni et Russie).
- 7 mars 1914 : l'Albanie devient la Principauté d'Albanie alors que la Commission internationale cesse ses activités.
- 31 mars 1914 : fin de l'occupation d'une partie de la Principauté albanaise par la Grèce.
- 14 octobre 1914 : occupation d'une partie de la Principauté albanaise par la Grèce.
- 30 octobre 1914 : occupation d'une partie de la Principauté albanaise par l'Italie.
- 5 septembre 1914 : la Principauté albanaise est sous contrôle d'une Commission internationale (Allemagne, Autriche-Hongrie, France, Royaume-Uni de Grande-Bretagne et d'Irlande, et Russie).
- 19 septembre 1914 : la commission internationale cesse ses activités dans la Principauté albanaise.
- 26 avril 1915 : une partie de la Principauté albanaise est annexée par l'Italie.
- Juin 1916 : occupation d'une partie de la Principauté albanaise par la France.
- 10 août 1916 : fin de l'occupation d'une partie de la Principauté albanaise par la Grèce.

### Années 1920
- 26 mai 1920 :  fin de l'occupation d'une partie de la Principauté albanaise par la France.
- 22 août 1920 : l'indépendance de l'Albanie est reconnue par l'Italie.
- 2 septembre 1920 : fin de l'occupation d'une partie de la principauté albanaise par l'Italie, alors que l'annexion faite par cette dernière en 1915 est reconnue.
- 17 juillet 1921 : la république de Mirditë déclare son indépendance de la principauté albanaise.
- 9 novembre 1921 : l'indépendance de l'Albanie est confirmée par les Grandes puissances.
- 20 novembre 1921 : la république de Mirditë réintègre la principauté albanaise.
- 22 janvier 1925 : la principauté albanaise est proclamée République albanaise.
- 31 janvier 1925 : la création de la République albanaise est ratifiée.
- 1er septembre 1928 : la République albanaise devient le Royaume albanais (le président Ahmet Zogu se proclame roi sous le nom de Zog Ier).

### Années 1930
- 7 avril 1939 : invasion italienne de l'Albanie.
- 16 avril 1939 : le royaume albanais est en union personnelle avec l'Italie.

### Années 1940
- 8 juillet 1940 : guerre italo-grecque, invasion d'une partie du royaume albanais par la Grèce.
- 24 avril 1941 : fin de l'occupation d'une partie du royaume albanais par la Grèce.
- 29 juin 1941 : le royaume albanais annexe une partie de la Yougoslavie.
- 3 décembre 1941 : l'annexion par le royaume albanais d'une partie de la Yougoslavie est ratifiée.
- 8 septembre 1943 : occupation du royaume albanais par l'Allemagne.
- 9 septembre 1943 : le royaume albanais n'est plus en union personnelle avec l'Italie, alors que ce pays cesse de l'occuper.
- 20 octobre 1944 : l'Albanie rétrocède la partie annexée en 1941 de la Yougoslavie, tandis que l'occupation de l'Allemagne cesse.
- 11 janvier 1946 : proclamation de la république populaire d'Albanie dirigée par Enver Hoxha.
- 10 février 1947 : la partie de la république populaire d'Albanie annexée en 1915 par l'Italie lui est rétrocédée.
- 1948 : rupture avec la Yougoslavie du maréchal Tito.

### Années 1960
- 1961 : rupture avec l'URSS.

### Années 1970
- 1977 : rupture avec la Chine.
- 28 décembre 1976 : la république populaire d'Albanie devient la république populaire socialiste d'Albanie.

### Années 1980
- 1985 : décès d'Enver Hoxha.

### Années 1990
- 30 avril 1991 : la république populaire socialiste d'Albanie devient la république d'Albanie.
- 1992 : Sali Berisha est élu président.
- Avril 1997 : à la suite des troubles causés par la crise économique occupation d'une partie de l'Albanie par la Force de protection multinationale.
- 14 août 1997 : fin de l'occupation d'une partie de l'Albanie par la Force de protection multinationale.
- 1999 : le conflit au Kosovo entraîne un afflux de réfugiés albanais.

## Années 2000
- 2001 : séparatisme albanais en Macédoine.
- 17 février 2008 : le Kosovo proclame son indépendance.
- 1er avril 2009 : l'Albanie devient membre de l'OTAN.